# Taphrinaceae
Taphrinaceae is een familie van Ascomycota binnen het rijk van de schimmels (Fungi). Ze behoren tot de klasse van de Taphrinomycetes en de orde van de taphrinales.
Tot deze familie behoren onder andere de schimmels die gallen en heksenbezem veroorzaken.

## Taxonomie
De taxonomische indeling van de Taphrinacea is als volgt:
- Klasse: Taphrinomycetes
  - Subklasse: Taphrinomycetidae
    - Orde: Taphrinales
      - Familie: Taphrinaceae
        - Taphrina

      - Incertae sedis → Saitoëlla